# Osteokalcyna

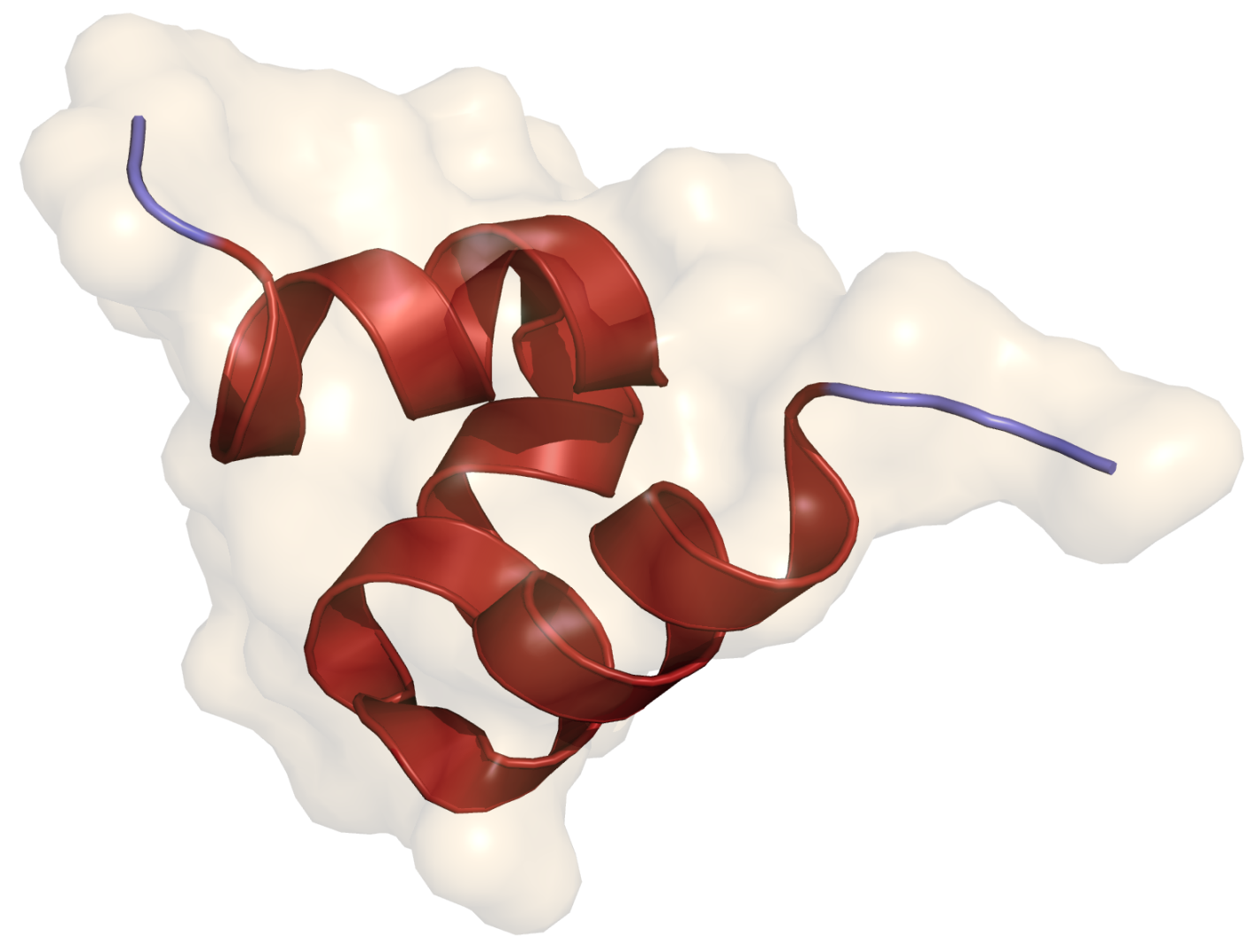
Struktura krystaliczna świńskiej osteokalcyny

Osteokalcyna – białko niekolagenowe zbudowane z 49 aminokwasów. Jest syntetyzowana przez osteoblasty, odontoblasty i hipertroficzne chondrocyty.
Jest uważana za wysoce swoisty marker wielkości obrotu kostnego i świadczy o aktywności osteoblastów. Jest uwalniana z osteoblastów, ale nie wpływa na kości. Zwiększa rozpad tkanki tłuszczowej, zwiększa uwalnianie insuliny, zwiększa proliferację komórek beta wysp trzustkowych. 
Jej poziom wzrasta w następujących chorobach:
- osteoporoza
- nadczynność przytarczyc
- choroba Pageta
- nadczynność tarczycy
- nowotwory kości

Z obniżeniem jej poziomu mamy do czynienia w przypadku:
- niedoczynności tarczycy
- niedoczynności przytarczyc[3]